# Kerékpározás az 1932. évi nyári olimpiai játékokon
Az 1932. évi nyári olimpiai játékokon a kerékpározás versenyek hat számból álltak.

## Éremtáblázat
A rendező ország csapata eltérő háttérszínnel, az egyes számoszlopok legmagasabb értéke, vagy értékei vastagítással kiemelve.
| Az 1932. évi nyári olimpiai játékok éremtáblázata kerékpározásban | Az 1932. évi nyári olimpiai játékok éremtáblázata kerékpározásban | Az 1932. évi nyári olimpiai játékok éremtáblázata kerékpározásban | Az 1932. évi nyári olimpiai játékok éremtáblázata kerékpározásban | Az 1932. évi nyári olimpiai játékok éremtáblázata kerékpározásban | Olimpia  |
| ----------------------------------------------------------------- | ----------------------------------------------------------------- | ----------------------------------------------------------------- | ----------------------------------------------------------------- | ----------------------------------------------------------------- | -------- |
|                                                                   | Ország                                                            | Arany                                                             | Ezüst                                                             | Bronz                                                             | Összesen |
| 1.                                                                | Olaszország (ITA)                                                 | 3                                                                 | 1                                                                 | 1                                                                 | 5        |
| 2.                                                                | Franciaország (FRA)                                               | 1                                                                 | 2                                                                 | 1                                                                 | 4        |
| 3.                                                                | Hollandia (NED)                                                   | 1                                                                 | 1                                                                 | 0                                                                 | 2        |
| 4.                                                                | Ausztrália (AUS)                                                  | 1                                                                 | 0                                                                 | 0                                                                 | 1        |
|                                                                   |                                                                   |                                                                   |                                                                   |                                                                   |          |
| 5.                                                                | Dánia (DEN)                                                       | 0                                                                 | 1                                                                 | 1                                                                 | 2        |
| 5.                                                                | Nagy-Britannia (GBR)                                              | 0                                                                 | 1                                                                 | 1                                                                 | 2        |
|                                                                   |                                                                   |                                                                   |                                                                   |                                                                   |          |
| 7.                                                                | Svédország (SWE)                                                  | 0                                                                 | 0                                                                 | 2                                                                 | 2        |
|                                                                   |                                                                   |                                                                   |                                                                   |                                                                   |          |
| Összesen                                                          | Összesen                                                          | 6                                                                 | 6                                                                 | 6                                                                 | 18       |

## Érmesek

### Országúti számok
| Az 1932. évi nyári olimpiai játékok érmesei országúti kerékpározásban |                                                                       |                                                           |                                                              |
| Versenyszám                                                           | Arany                                                                 | Ezüst                                                     | Bronz                                                        |
| Férfi országúti mezőnyverseny (100 km)                                | Attilio Pavesi · Olaszország (ITA) · 2:28:05.6                        | Guglielmo Segato · Olaszország (ITA) · 2:29:21.4          | Bernhard Britz · Svédország (SWE) · 2:29:45.2                |
| Férfi országúti csapatverseny                                         | Olaszország (ITA) · Giuseppe Olmo · Attilio Pavesi · Guglielmo Segato | Dánia (DEN) · Henry Hansen · Leo Nielsen · Frode Sørensen | Svédország (SWE) · Arne Berg · Bernhard Britz · Sven Höglund |

### Pályakerékpár
| Az 1932. évi nyári olimpiai játékok érmesei pálya-kerékpározásban |                                                                                               | | |
| Versenyszám                                                       | Arany                                                                                         | Ezüst                                                                                                | Bronz                                                                                               |
| 1000 m időfutam                                                   | Dunc Gray · Ausztrália (AUS) · 1:13.0                                                         | Jacobus van Egmond · Hollandia (NED) · 1:13.3                                                        | Charles Rampelberg · Franciaország (FRA) · 1:13.4                                                   |
| Férfi sprint verseny                                              | Jacobus van Egmond · Hollandia (NED) · 12.6                                                   | Louis Chaillot · Franciaország (FRA)                                                                 | Bruno Pellizzari · Olaszország (ITA)                                                                |
| Kétüléses (tandem) 2000 m                                         | Franciaország (FRA) · Louis Chaillot · Maurice Perrin                                         | Nagy-Britannia (GBR) · Ernest Chambers · Stanley Chambers                                            | Dánia (DEN) · Harald Christensen · Willy Gervin                                                     |
| Férfi 4000 méter csapat üldözőverseny                             | Olaszország (ITA) · Paolo Pedretti · Nino Borsari · Marco Cimatti · Alberto Ghilardi · 4:53.0 | Franciaország (FRA) · Henri Mouillefarine · Paul Chocque · Amédée Fournier · René Le Grevès · 4:55.7 | Nagy-Britannia (GBR) · Frank Southall · William Harvell · Charles Holland · Ernest Johnson · 4:56.0 |